# Kosmiczny szeryf Sharivan
Kosmiczny szeryf Sharivan (jap. 宇宙刑事シャリバン Uchū Keiji Shariban) – japoński serial tokusatsu emitowany w latach 1983–1984. Jest drugą częścią serii Metal Hero, a zarazem bezpośrednim sequelem Kosmicznego Szeryfa Gavana. Serial wyprodukowany przez Toei w Japonii, liczył 51 odcinków.

## Fabuła
Młody leśniczy Den Iga pojawia się już w poprzedniej serii, gdzie za odwagę, jaką wykazał pomagając Gavanowi, został przyjęty do Policji Galaktycznej i stał się nowym obrońcą Ziemi – Sharivanem. Misją jego oraz jego partnerki Lilly stała się ochrona planety przed Syndykatem Madō.

## Obsada
- Den Iga/Sharivan: Hiroshi Watari
- Lilly: Yumiko Furuya
- Retsu Ichijōji/Gavan: Kenji Ōba
- Mimi: Wakiko Kano
- Qom: Toshiaki Nishizawa
- Marin: Kyoko Nashiro
- Tsukiko Hoshino: Aiko Tachibana
- Kojirō Oyama:  Masayuki Suzuki
- Kappei Suzuki: Gozo Soma
- Chiaki Suzuki: Midori Nakagawa
- Chie Suzuki: Yukari Aoki
- Akira Suzuki: Katsuya Koiso
- Miyuki: Sumiko Kakizaki
- Bell Helen: Yuki Yajima
- Keith: Toshimichi Takahashi
- Święty: Takeshi Watabe
- Den'ichirō Iga: Tsunehiko Kamijo (we wspomnieniach, odcinki 13, 20, 35, 49 i 51)
- Yūko Iga: Yukiko Yoshino (we wspomnieniach, odcinki 35, 49 i 51)
- Voicer: Sonny Chiba (we wspomnieniach, odcinek 15)
- Hunter Killer: Michiro Iida (we wspomnieniach, odcinek 15)
- Szatan Psycho: Shōzō Iizuka
- Doktor Polter: Hitomi Yoshioka
- Generał Gyrer: Satoshi Kurihara
- Reider: Mitsuo Ando (episodes 34–50)
- Umibōzu: Kazuyoshi Yamada
- Narrator: Issei Masamune